# 플레야
플레야(Playa)은 대한민국의 걸그룹이다. 현재 아울엔터테인먼트에 소속되어 있다. 플레야 멤버는 3인조 걸그룹으로 라보, 아정, 다연으로 구성되어 있다. 데뷔음반은 [Say In My Song]이다.

## 앨범
- 2012.11.23   [Say In My Song]
- 2012.12.14 [This Christmas]

## 출신 학교
- 라보 추계예술대학교 음악학과
- 아정 중앙대학교 음악극과
- 다연 경희대학교 무용학과